# 山元淳史
山元 淳史（やまもと あつし、1962年 - ）は、日本の実業家。出光エンジニアリング代表取締役社長 。

## 来歴
1962年京都市に生まれる。1981年東大寺学園高等学校、1985年京都大学を卒業。1987年出光興産株式会社入社（出光エンジニアリング株式会社配属）、2001年技術部設計課長、2005年出光興産（株）人事部教育課長、2007年企画室長、2013年取締役エンジニアリング部長、2014年取締役常務執行役員、2015年出光興産（株）執行役員 愛知製油所長、2019年ニソンリファイナリー・ペトロケミカル社長（ベトナムでの合弁会社）、2022年7月1日出光エンジニアリング代表取締役社長兼社長執行役員に就任（現在に至る）。